# Sĩ Cát Xạ
Sĩ Cát Xạ (chữ Hán: 士吉射; ?—?), còn được gọi là Phạm Cát Xạ (范吉射), là một nhân vật quân sự và chính trị của nước Tấn thời Xuân Thu trong lịch sử Trung Quốc. Nguyên là họ là Kỳ (祁), tộc Sĩ (士), lấy tên thái ấp Phạm (范) làm họ, tên là Cát Xạ (吉射), thụy hiệu  là Chiêu (昭), nên còn được gọi là Phạm Chiêu tử (范昭子), là con trai của Phạm Hiến tử Sĩ Ưởng, vị tông chủ thứ tư của Phạm thị. Năm 501 trước Công nguyên, Sĩ Ưởng chết, Sĩ Cát Xạ kế vị tông chủ tộc Phạm, cũng như chức vụ Hạ quân tá của cha trong quân đội nước Tấn.

## Hành trạng
Năm Chu Kính vương thứ 23 (497 TrCN), Sĩ Cát Xạ cùng với Trung Hành Dần (tức Trung Hành Văn tử), không phục Triệu Ưởng (Triệu Giản tử), giết chết đại phu Hàm Đan Triệu Ngọ, công kích Triệu thị. Triệu Ưởng liên kết với Ngụy Xỉ (Ngụy Tương tử), Trí Lịch (Trí Văn tử), Hàn Bất Tín (Hàn Giản tử), phản kích lại Phạm thị, Trung Hành thị. Sĩ Cát Xạ cùng với Trung Hành Dần thất bại, chạy trốn đến Triều Ca. Sĩ Cát Xạ cùng Trung Hành Dần liên kết với Tề Cảnh công, Tống Cảnh công, Vệ Linh công, thậm chí cả Chu Kính vương, tương trợ. Năm sau, Triệu Ưởng suất lĩnh quân đội tấn công Triều Ca trogn 6 năm ròng.
Năm Chu Kính vương thứ 30 (490 TrCN), Triệu Ưởng cuối cùng đã giành chiến thắng. Sĩ Cát Xạ và Trung Hành Dẩn đào tầu đến nước Tề, Phạm thị mất địa vị trong Lục khanh. Tương truyền, mẹ của Sĩ Cát Xạ từng than rằng: "Phạm thị diệt vong, ắt trong tay con trai ta".